# Rangen (Gräfenberg)
Rangen ist ein Gemeindeteil der Stadt Gräfenberg im Landkreis Forchheim (Oberfranken, Bayern).

## Geografie
Der Weiler liegt im Nordwesten der naturräumlichen Landschaftseinheit Gräfenberger Flächenalb etwa vier Kilometer westnordwestlich von Gräfenberg auf einer Höhe von 486 m ü. NHN.

## Geschichte
Die Hochgerichtsbarkeit in Rangen wurde bis zum Ende des Heiligen Römischen Reiches Deutscher Nation von dem zur Reichsstadt Nürnberg gehörenden Pflegamt Hiltpoltstein ausgeübt, eine Dorf- und Gemeindeherrschaft gab es in der damals aus vier Anwesen bestehenden Ortschaft nicht. Die Grundherrschaft über zwei dieser Anwesen besaß das Landesalmosenamt Nürnberg, während die Vogtei das ebenfalls nürnbergische Pflegamt Gräfenberg ausübte. Die beiden anderen Anwesen des Ortes besaß die Pfarrei Kirchröttenbach, die ein Mediat des Kurfürstentums Pfalzbaiern war. Die vogteiliche Gerichtsbarkeit hatte das pfalzbairische Amt Schnaittach. Zu Beginn des 19. Jahrhunderts gelangte der Ort   in den Besitz des Königreichs Bayern.
Durch die Verwaltungsreformen zu Beginn des 19. Jahrhunderts in Bayern wurde Rangen mit dem Zweiten Gemeindeedikt im Jahr 1818 ein Teil der Ruralgemeinde Walkersbrunn. Im Zuge der Gebietsreform in Bayern wurde Rangen am 1. Juli 1976 in die Stadt Gräfenberg eingemeindet.

## Verkehr
Die Anbindung an das öffentliche Straßennetz wird durch eine Gemeindeverbindungsstraße hergestellt, die aus dem Westen von der Staatsstraße 2236 kommend in ostsüdöstlicher Richtung nach Kasberg weiterführt. Eine weitere Gemeindeverbindungsstraße führt hangabwärts nach Walkersbrunn.

## Baudenkmäler

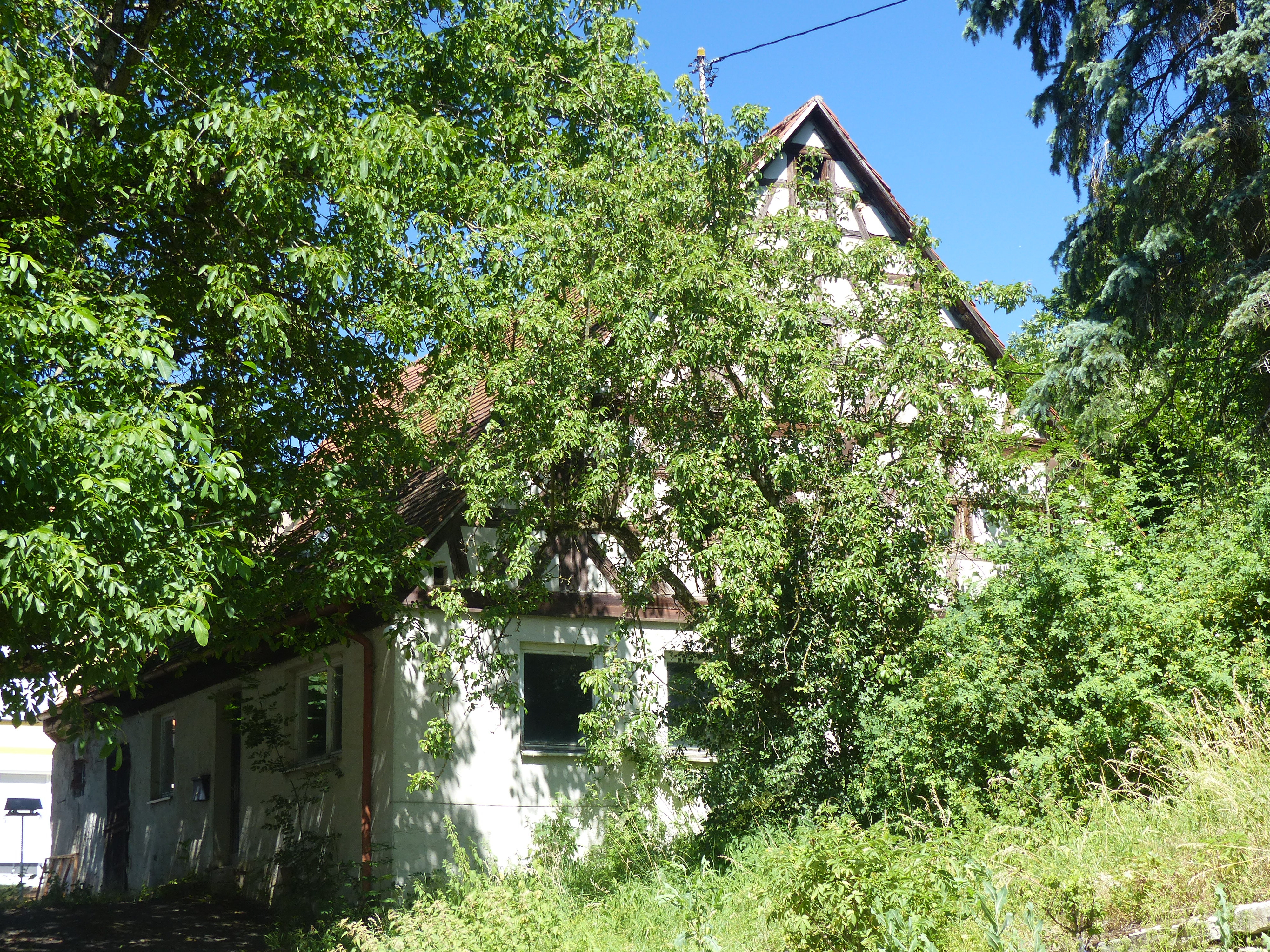
Wohnstallhaus aus dem 18. Jahrhundert

In Rangen befinden sich drei aus dem 18. Jahrhundert stammende denkmalgeschützte Bauwerke, zwei Wohnstallhäuser und ein Stadel.